# Парадокс сатанинской бутылки Стивенсона
Парадокс сатанинской бутылки Стивенсона — логический парадокс, описанный в сказке Р. Л. Стивенсона «Сатанинская бутылка» (The Bottle Imp, 1891).

## Сюжет
Герой, житель Гавайских островов по имени Кэаве, покупает бутылку, в которой живёт чёрт (в оригинале имп). Условия покупки бутылки таковы: чёрт будет выполнять любые желания хозяина бутылки, но за это последний должен будет после смерти гореть в аду, если не успеет при жизни её продать, причём по более низкой цене, чем покупал, то есть с убытком для себя. Другим способом избавиться от бутылки невозможно: будучи выброшенной, она неведомым образом возвращается к хозяину. Кроме того, исполнение желаний приносит несчастья близким хозяина бутылки: герой пожелал стать богатым — и вскоре после этого умерли его дядя и двоюродный брат, оставив ему большое наследство.

## Суть парадокса
Автор создаёт в сказке парадокс: какова наименьшая цена, за которую можно продать бутылку?
Очевидно, что если купить её по цене, которая по условию принята минимальной, например один цент, её уже нельзя будет продать с убытком. Следовательно, её нельзя и продать за один цент, потому что любой покупатель, зная все условия сделки и последствия, которые она влечёт, откажется от покупки, потому что не сможет её перепродать. Точно так же её невозможно продать за два, за три цента и вообще за любую конечную сумму, поскольку ваш потенциальный покупатель, скорее всего, выразит сомнение в целесообразности такой сделки, имея в виду возможность последующей продажи: он рискует не найти покупателя на бутылку. С другой стороны, если цена на бутылку ещё достаточно высокая, всегда есть шанс найти покупателя на эту бутылку. Но с каждой продажей вероятность найти такого покупателя становится всё меньше, и тем меньше, чем больше убыток, с которым продаётся бутылка.
В сказке есть попытки помочь главному герою — это разница курсов валют разных стран, самопожертвование близкого человека, готового выкупить бутылку за предельно низкую цену в ущерб своему спасению, и в конечном итоге безразличие человека к последствиям для своей души (ибо он столь грешен, что ему и без бутылки гореть в аду), — но они не отвечают на поставленный вопрос: какова самая низкая цена, за которую бутылку можно продать?
Если примерить данный парадокс к парадоксу неожиданной казни, то становится ясно, что ответа на поставленный вопрос нет. Для каждого покупателя бутылки, кроме последнего, ответ на этот вопрос будет зависеть только от случая. Логически вычислять свои шансы продать бутылку здесь бессмысленно, как и в парадоксе неожиданной казни.